# Haluzice (Zlíni járás)
Haluzice település Csehországban, a Zlíni járásban. Haluzice Vlachovice, Újezd, Lipová, Loučka és Slopné településekkel határos. Lakosainak száma 82 fő (2024. január 1.).

## Népesség
A település lakosságának változását az alábbi diagram mutatja:
| Lakosok száma | 140  | 164  | 150  | 113  | 99   | 74   | 83   | 78   | 81   | 82   |
|               | 1869 | 1890 | 1921 | 1950 | 1980 | 2001 | 2017 | 2019 | 2022 | 2024 |